# Manuele I del Portogallo
Manuele d'Aviz, detto l'Avventuroso  o il Fortunato (in portoghese D. Manuel I O Venturoso, O Bem-Aventurado o O Afortunado; Alcochete, 31 maggio 1469 – Lisbona, 13 dicembre 1521), duca di Beja e di Viseu, fu il quattordicesimo re del Portogallo e dell'Algarve.

## Origine familiare
Manuele era figlio ottavogenito del duca di Beja e Viseu Ferdinando d'Aviz e della di lui moglie Beatrice d'Aviz. Manuele era inoltre fratello cadetto di Diego I di Viseu, suo predecessore come duca di Beja e Viseu e di Eleonora di Viseu, futura regina consorte del Portogallo.

## Biografia
Nel 1460 suo padre Ferdinando, alla morte dello zio Enrico il Navigatore, che l'aveva adottato, aveva ereditato il titolo e le rendite del ducato di Viseu.

### Giovinezza

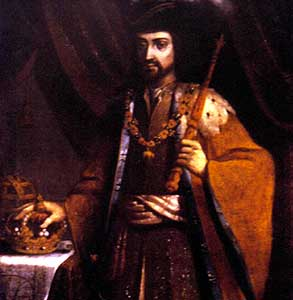
Manuele I del Portogallo, dipinto di Henrique Ferreira, 1718

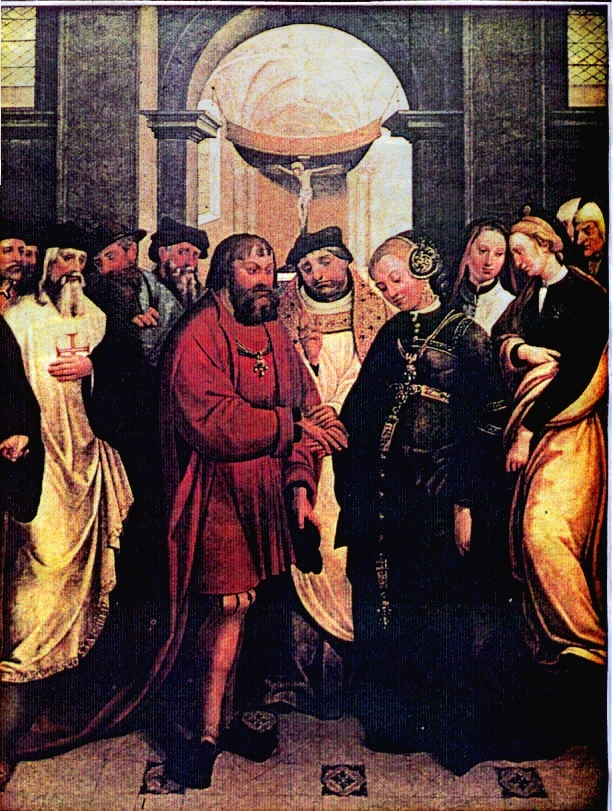
Matrimonio di Manuele I con Maria di Trastamara

Alla morte del padre, nel 1470, il fratello, Giovanni di Viseu (1448-1472), gli succedette nel titolo e nelle rendite del ducato di Viseu; nel 1472, alla morte di Giovanni, gli successe l'altro fratello Diego I di Viseu (1452-1484). Il 22 gennaio 1471 sua sorella Eleonora sposò a Setúbal il cugino primo, erede al trono del Portogallo, Giovanni. Nel 1481, alla morte del suocero Alfonso V, la sorella, Eleonora, divenne regina consorte del Portogallo come moglie di Giovanni II.

Nel 1483, durante il processo contro il duca di Braganza Ferdinando II, oltre all'accusa di tradimento a carico del duca e di suo fratello, il marchese di Montemor-o-Novo, fu provato anche il coinvolgimento nel complotto del fratello di Manuele, Diego I di Viseu, che dal re Giovanni fu perdonato, mentre il duca di Braganza fu condannato a morte e giustiziato ad Évora il 30 maggio dello stesso anno e tutti i suoi beni vennero confiscati dalla corona. L'anno dopo, però, suo fratello Diego I, 4º duca di Viseu, divenuto, dopo la morte di Ferdinando II di Braganza, il più influente nobile del regno, non condividendo la politica accentratrice del cugino, il re Giovanni II del Portogallo, organizzò una congiura per uccidere Giovanni e l'erede al trono, il figlio di Giovanni e di sua sorella Eleonora, Alfonso del Portogallo; ma, essendo stato scoperto il suo piano, il cugino Giovanni lo uccise con le sue mani, mentre altri complici venivano o imprigionati o uccisi (tra questi il vescovo di Évora e molto probabilmente il marchese di Montemor-o-Novo, Giovanni). Manuele ereditò i ducati di Beja e di Viseu.
Il 13 luglio 1491 suo nipote Alfonso, erede al trono del Portogallo, morì, all'età di 16 anni, a causa di una caduta da cavallo mentre cavalcava lungo il Tago, lasciando vedova Isabella di Trastámara. Il re Giovanni II aveva avuto un figlio da Anna de Mendonça, una delle dame di compagnia della sua matrigna, Giovanna la Beltraneja: Giorgio di Lencastre (1481-1550). Giovanni II cercò di legittimare il figlio per poter avere un successore, ma la sorella di Manuele, la regina Eleonora, si oppose molto tenacemente ed obbligò il marito ad una soluzione di compromesso: l'erede al trono sarebbe stato il fratello minore di Eleonora, Emanuele, che avrebbe sposato la vedova del loro figlio Alfonso, Isabella, che nel frattempo era rientrata in Castiglia.
Manuele avrebbe voluto sposare subito Isabella, che però, traumatizzata dagli avvenimenti, aveva intenzione di ritirarsi in convento e rifiutava il matrimonio.

### Re del Portogallo

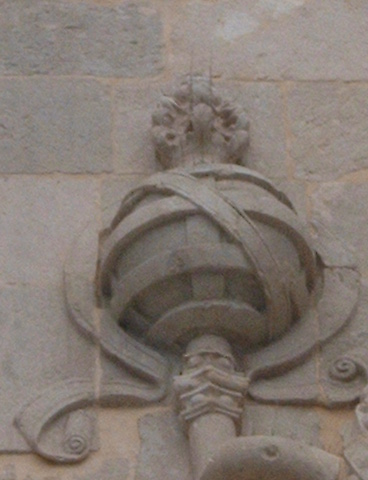
Sfera armillare

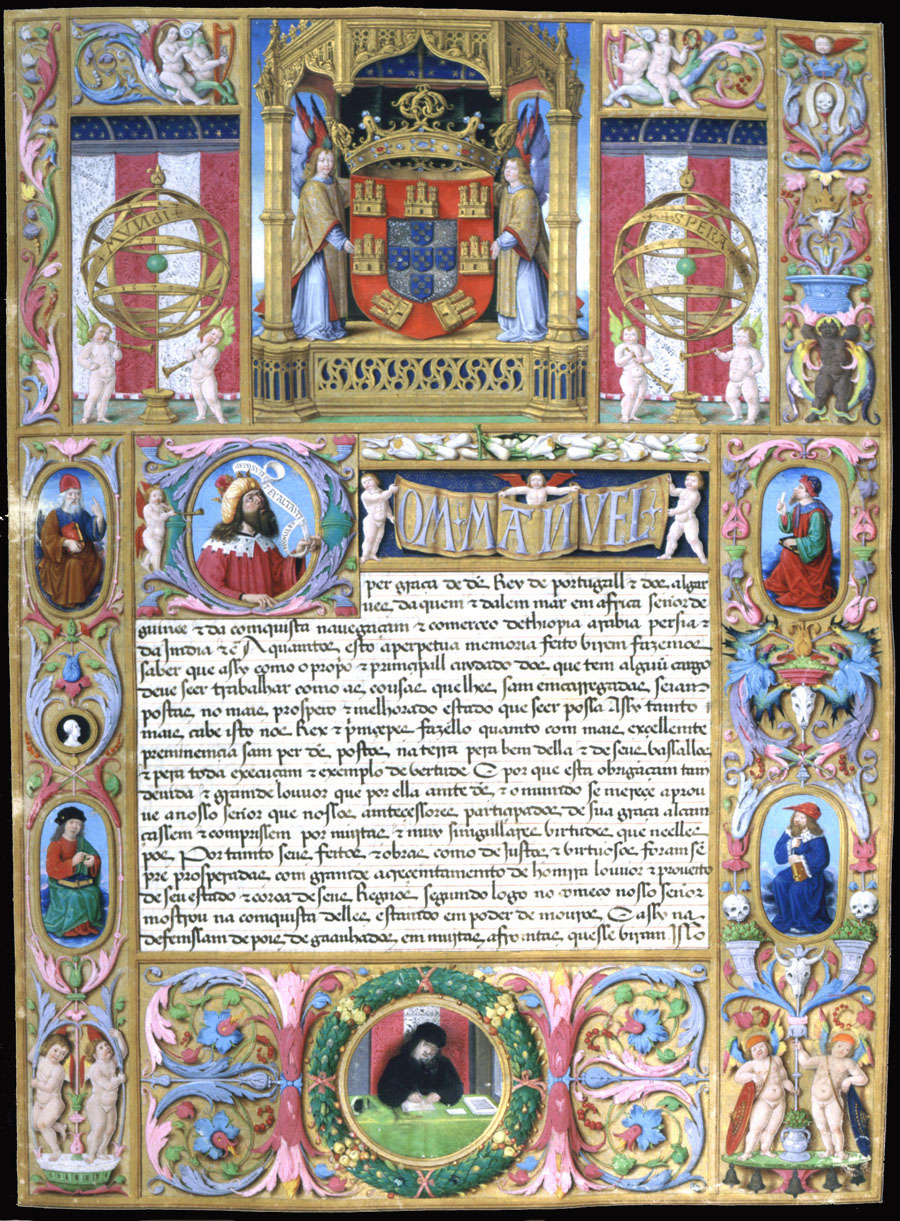
Miniatura del periodo manuelino, "Livro 3 Místicos"

Manuele divenne re il 25 ottobre 1495 dopo la morte del cugino Giovanni II. Nel 1496 Manuele riuscì a vincere la ritrosia della principessa Isabella, che in cambio chiese che tutti gli Ebrei fossero espulsi dal Portogallo. Manuele, che rispettava gli ebrei per le loro capacità, prese tempo, ma alla fine accettò. Quindi, nel 1497, furono fissate le nozze con la principessa Isabella di Trastámara, figlia di Ferdinando II, re di Aragona, e della regina di Castiglia Isabella I, nonché sorella dell'erede al trono dei regni di Aragona e Castiglia, il principe delle Asturie Giovanni, e di Giovanna, la futura regina di Castiglia, che passò alla storia come Giovanna la Pazza.
Comunque Isabella era la seconda nella linea di successione ai troni di Castiglia e Aragona e, se il principe delle Asturie, che era gracilino, non fosse arrivato all'età adulta, i tre regni si sarebbero riuniti sotto la guida portoghese. Le nozze furono celebrate il 30 settembre del 1497 a Valencia de Alcántara, un paesino al confine tra la Castiglia e il Portogallo. Il 6 ottobre dello stesso anno morì il principe delle Asturie, Giovanni, e Isabella divenne l'erede al trono dei regni di Castiglia e di Aragona. Il 23 ottobre del 1498 Isabella diede alla luce l'erede al trono dei regni di Portogallo, Castiglia e Aragona, Michele, ma un'ora dopo morì. Nel luglio del 1500 Manuele perse anche il figlio Michele.

### Le scoperte e le esplorazioni

Bandiera personale di Manuele I, con la rappresentazione di una sfera armillare

Manuele, continuando la politica del suo predecessore, il cugino e cognato Giovanni II, privilegiò la politica di espansione verso l'India e realizzò il viaggio di Vasco da Gama che Giovanni II aveva progettato e programmato.
Durante il suo regno Vasco da Gama arrivò in India (1498), Pedro Álvares Cabral scoprì il Brasile (1500), Francisco de Almeida fu il primo viceré dell'India (1505) e l'ammiraglio Alfonso de Albuquerque assicurò il controllo delle rotte commerciali dell'Oceano Indiano e del Golfo Persico e conquistò al Portogallo luoghi importanti come la Malacca, Goa e Ormuz.
Durante il suo regno, furono altresì organizzati viaggi verso occidente, che portarono alla scoperta della Groenlandia e di Terranova.
Rifiutò invece la proposta del navigatore portoghese Magellano, che lo aveva pregato di finanziare il suo grandioso quanto temerario progetto di circumnavigazione del mondo, giungendo alle isole delle spezie navigando verso ovest. Questo rifiuto cedette alla Spagna la futura colonizzazione delle Filippine.

Manuele allacciò relazioni diplomatiche con la Cina e con la Persia ed infine continuò la penetrazione portoghese in Marocco, arrivando a conquistare, Safim, Azamor e Agadir.

### Il secondo matrimonio e la politica interna

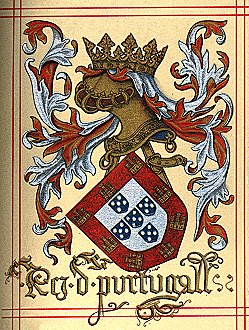
Blasone di Manuele I del Portogallo, 1509

Il 24 agosto 1500 a Granada vennero celebrate, per procura, le seconde nozze di Manuele con la sorella della prima moglie Isabella, la principessa Maria, figlia di Ferdinando II, re di Aragona, e della regina di Castiglia Isabella I, nonché sorella dell'erede al trono dei regni di Aragona e Castiglia, Giovanna, la futura regina di Castiglia, che passò alla storia come Giovanna la Pazza. Il giorno seguente, accompagnata dal vescovo di Siviglia e da altri grandi di Spagna, Maria si mise in viaggio per Lisbona, dove il 30 ottobre furono celebrate le nozze.
In politica interna continuò con la politica iniziata da Giovanni II di rafforzare il potere centrale a scapito delle grandi famiglie nobili, però con meno rudezza. Migliorò inoltre il sistema tributario.
Per poter concludere il contratto di matrimonio con Isabella di Trastámara, nel 1496 Manuele aveva preso l'impegno nei confronti dei Re Cattolici di cacciare gli ebrei dal Portogallo, lasciando comunque loro, in alternativa, la possibilità di convertirsi al cristianesimo. Molti ebrei si fecero battezzare e Manuele garantì loro protezione, ma nulla poté nel 1506, quando una folla inferocita infierì contro gli ebrei convertiti, provocando la morte violenta di circa 4000 di loro in quello che passò alla storia come il massacro di Lisbona. Manuele fece giustiziare gli istigatori che avevano guidato il massacro.

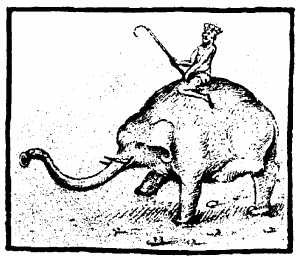
Rappresentazione contemporanea del re Manuele I che monta l'elefante Annone, mascotte del papa Leone X

Con i proventi delle conquiste fece costruire diversi luoghi di culto, come chiese e monasteri, e diede sviluppo allo stile manuelino, di cui due esempi significativi furono il Monastero dos Jerónimos e la Torre di Belém.
Papa Giulio II lo insignì della Rosa d'oro, onorificenza conferita ai sovrani che si distinguevano nella difesa e nella promozione della religione cattolica,e Manuele inviò al papa pietre preziose ed animali rari, in special modo al papa Leone X.

### Il terzo matrimonio e la morte

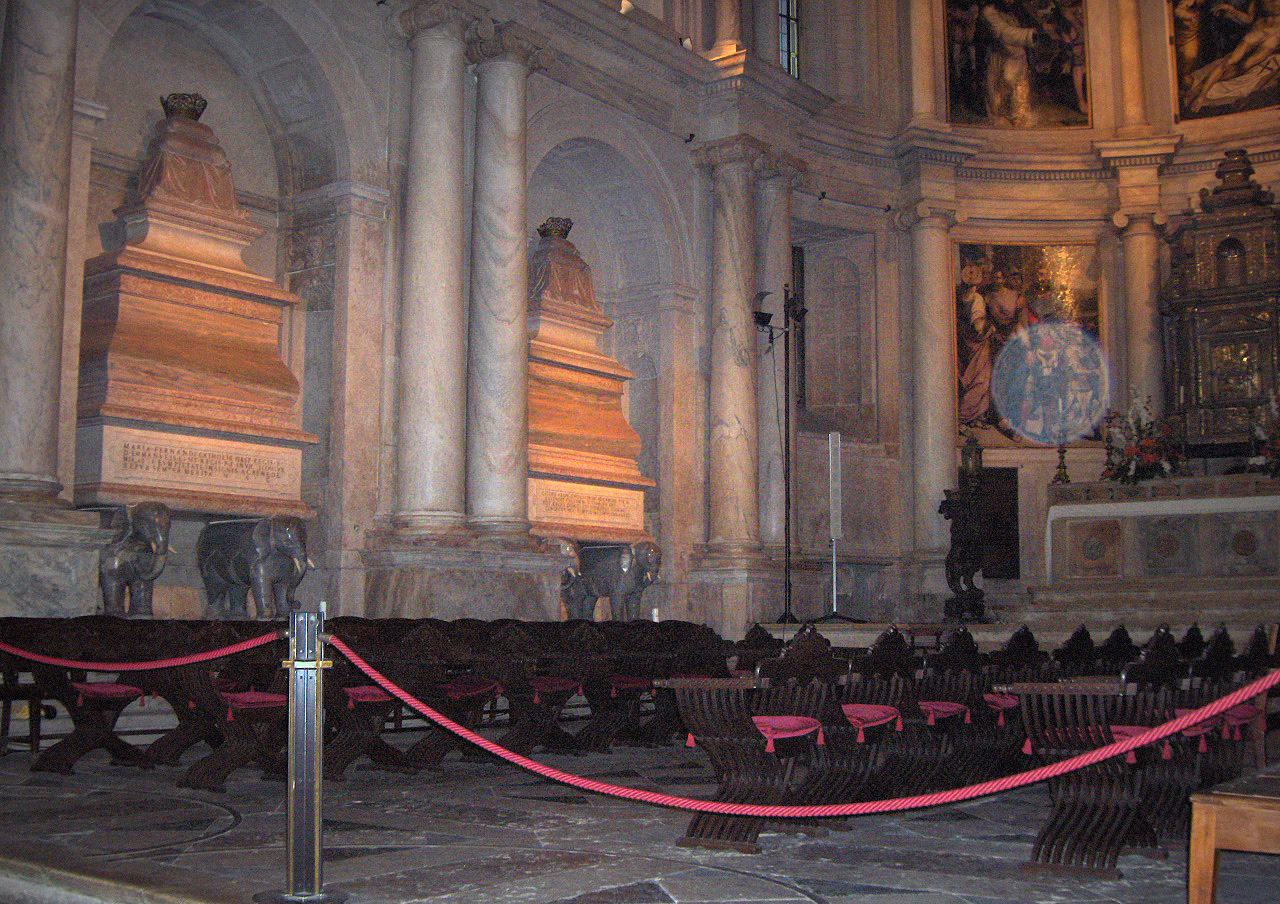
Tombe del re Manuele I e della moglie Maria di Aragona

Rimasto vedovo nel 1517, nel 1518 Manuele sposò in terze nozze Eleonora d'Asburgo, figlia di Filippo il Bello e di Giovanna la Pazza, quindi nipote delle sue prime due mogli.
Manuele morì a Lisbona il 13 dicembre del 1521 e fu inumato nel Monastero dos Jerónimos che aveva fatto costruire.

## Discendenza
Manuele ebbe numerosi figli:
dalla prima moglie, Isabella, ebbe un figlio:
- Michele della Pace d'Aviz (1498 – 1500), che fu riconosciuto dalle Cortes come erede presuntivo dei regni dei nonni materni, Castiglia ed Aragona e León.

dalla seconda moglie, Maria, ebbe dieci figli:
- Giovanni III (1502 – 1557), re del Portogallo;
- Isabella (1503 – 1539), che sposò il cugino, l'imperatore Carlo V;
- Beatrice (1504 – 1538), che sposò il duca di Savoia, Carlo III;
- Luigi, duca di Beja (1506 – 1555);
- Ferdinando (1507 – 1534);
- Alfonso, cardinale (1509 – 1540);
- Maria (1511 – 1513);
- Enrico (1512 – 1580), cardinale, che regnerà per un breve periodo;
- Edoardo (1515 – 1540), duca di Guimarães, sposato con Isabella di Braganza;
- Antonio (8 settembre 1516 - 1° novembre 1516).

dalla terza moglie, Eleonora, ebbe due figli:
- Carlo (18 febbraio 1520 – 15 aprile 1521);
- Maria (1521 - 1577).

## Bibliografia

Epistola de victoria contra infideles habita, 1507

## Ascendenza
|                          |                           |                          | Genitori                                   |  |  | Nonni |  |  | Bisnonni                  |  |  | Trisnonni               |  |
|                          |                           |                          |                                            |  |  |       |  |  | Giovanni I del Portogallo |  |  | Pietro I del Portogallo |  |
|                          |                           |                          |                                            |  |  |       |  |  | Giovanni I del Portogallo |  |  | Pietro I del Portogallo |  |
|                          |                           | Teresa Lourenço          |                                            |  |  |       |  |  | Giovanni I del Portogallo |  |  |                         |  |
| Edoardo del Portogallo   |                           |                          |                                            |  |  |       |  |  | Giovanni I del Portogallo |  |  |                         |  |
|                          |                           | Filippa di Lancaster     | Giovanni Plantageneto, I duca di Lancaster |  |  |       |  |  |                           |  |  |                         |  |
|                          |                           | Filippa di Lancaster     | Giovanni Plantageneto, I duca di Lancaster |  |  |       |  |  |                           |  |  |                         |  |
|                          |                           | Filippa di Lancaster     | Bianca di Lancaster                        |  |  |       |  |  |                           |  |  |                         |  |
| Ferdinando d'Aviz        |                           | Filippa di Lancaster     |                                            |  |  |       |  |  |                           |  |  |                         |  |
|                          |                           | Ferdinando I di Aragona  | Giovanni I di Castiglia                    |  |  |       |  |  |                           |  |  |                         |  |
|                          |                           | Ferdinando I di Aragona  | Giovanni I di Castiglia                    |  |  |       |  |  |                           |  |  |                         |  |
|                          |                           | Ferdinando I di Aragona  | Eleonora d'Aragona e Sicilia               |  |  |       |  |  |                           |  |  |                         |  |
| Eleonora di Trastamara   |                           | Ferdinando I di Aragona  |                                            |  |  |       |  |  |                           |  |  |                         |  |
|                          |                           | Eleonora d'Alburquerque  | Sancho d'Alburquerque                      |  |  |       |  |  |                           |  |  |                         |  |
|                          |                           | Eleonora d'Alburquerque  | Sancho d'Alburquerque                      |  |  |       |  |  |                           |  |  |                         |  |
|                          |                           | Eleonora d'Alburquerque  | Beatrice del Portogallo                    |  |  |       |  |  |                           |  |  |                         |  |
| Manuele I del Portogallo |                           | Eleonora d'Alburquerque  |                                            |  |  |       |  |  |                           |  |  |                         |  |
|                          | Giovanni I del Portogallo | Pietro I di Portogallo   |                                            |  |  |       |  |  |                           |  |  |                         |  |
|                          | Giovanni I del Portogallo | Pietro I di Portogallo   |                                            |  |  |       |  |  |                           |  |  |                         |  |
|                          | Giovanni I del Portogallo | Teresa Lourenço          |                                            |  |  |       |  |  |                           |  |  |                         |  |
| Giovanni del Portogallo  | Giovanni I del Portogallo |                          |                                            |  |  |       |  |  |                           |  |  |                         |  |
|                          |                           | Filippa di Lancaster     | Giovanni Plantageneto, I duca di Lancaster |  |  |       |  |  |                           |  |  |                         |  |
|                          |                           | Filippa di Lancaster     | Giovanni Plantageneto, I duca di Lancaster |  |  |       |  |  |                           |  |  |                         |  |
|                          |                           | Filippa di Lancaster     | Bianca di Lancaster                        |  |  |       |  |  |                           |  |  |                         |  |
| Beatrice d'Aviz          |                           | Filippa di Lancaster     |                                            |  |  |       |  |  |                           |  |  |                         |  |
|                          |                           | Alfonso I di Braganza    | Giovanni I del Portogallo                  |  |  |       |  |  |                           |  |  |                         |  |
|                          |                           | Alfonso I di Braganza    | Giovanni I del Portogallo                  |  |  |       |  |  |                           |  |  |                         |  |
|                          |                           | Alfonso I di Braganza    | Inés Perez Esteves                         |  |  |       |  |  |                           |  |  |                         |  |
| Isabella di Braganza     |                           | Alfonso I di Braganza    |                                            |  |  |       |  |  |                           |  |  |                         |  |
|                          |                           | Beatrix Pereira de Alvim | Nuno Álvares Pereira                       |  |  |       |  |  |                           |  |  |                         |  |
|                          |                           | Beatrix Pereira de Alvim | Nuno Álvares Pereira                       |  |  |       |  |  |                           |  |  |                         |  |
|                          |                           | Beatrix Pereira de Alvim | Leonora de Alvim                           |  |  |       |  |  |                           |  |  |                         |  |
|                          |                           | Beatrix Pereira de Alvim |                                            |  |  |       |  |  |                           |  |  |                         |  |